# Utzenstorf
Utzenstorf ist eine politische Gemeinde im Verwaltungskreis Emmental des Schweizer Kantons Bern.

## Geographie
Utzenstorf liegt auf 476 m ü. M., 9 km südlich der Stadt Solothurn (Luftlinie). Das Dorf erstreckt sich in der flachen Schwemmlandebene der Emme, östlich des kanalisierten Flusslaufs, im Schweizer Mittelland.
Die Fläche des 19,0 km² grossen Gemeindegebiets umfasst einen Abschnitt des zentralen Berner Mittellandes. Trotz seiner Grösse ist das Gebiet fast völlig eben; die fruchtbare und landwirtschaftlich intensiv genutzte und im Durchschnitt 5 km breite Schwemmebene der Emme steigt gegen Süden leicht an. Die kanalisierte und begradigte Emme bildet im Westen und Süden die Gemeindegrenze und wird von einem schmalen Waldgürtel begleitet. Nach Osten erstreckt sich der Gemeindeboden über eine breite Landwirtschaftszone bis in ein ausgedehntes Waldgebiet mit dem Burgerwald, dem Neu-Ischlag und dem Oberholz. Östlich dieses Waldes befinden sich die Verkehrsstränge der Autobahn A1 und der im Rahmen von Bahn 2000 erbauten Neubaustrecke Bern–Olten, entlang welchen streckenweise die Grenze verläuft. Nur ein kleines Gebiet mit dem Chölfeld, dem Lindenrain (494 m ü. M.) und dem Loonwald liegt östlich dieser Verkehrsachsen. Der höchste Punkt von Utzenstorf wird mit 498 m ü. M. am Ufer der Emme im äussersten Süden des Gemeindebannes erreicht. Von der Gemeindefläche entfielen 1997 10 % auf Siedlungen, 28 % auf Wald und Gehölze, 61 % auf Landwirtschaft, und etwas weniger als 1 % war unproduktives Land.
Zu Utzenstorf gehören die Ortsteile Landshut (472 m ü. M.), Schachen (474 m ü. M.) und Ey (478 m ü. M.) am westlichen Dorfrand, der Weiler Altwiden (485 m ü. M.) im Altwidenfeld südlich des Dorfes sowie zahlreiche Einzelhöfe. Nachbargemeinden von Utzenstorf sind Koppigen, Ersigen, Kirchberg, Aefligen, Bätterkinden, Wiler bei Utzenstorf und Zielebach.

## Bevölkerung
Mit 4514 Einwohnern (Stand 31. Dezember 2023) gehört Utzenstorf zu den grösseren Gemeinden des Kantons Bern. Im Jahr 2000 waren von den Bewohnern 95,5 % deutschsprachig, 0,7 % albanischsprachig, und 0,7 % sprachen Italienisch (Stand 2000). Die Bevölkerungszahl von Utzenstorf belief sich 1850 auf 1651 Einwohner (damals grösste Gemeinde des Amtsbezirks), 1900 auf 1843 Einwohner. Im Verlauf des 20. Jahrhunderts nahm die Bevölkerungszahl kontinuierlich zu, wobei die grössten Zuwachsraten während der 1960er Jahre verzeichnet wurden. 1970 wurden 3191 Einwohner gezählt.

## Politik
Gemeindepräsident ist Beat Singer (SVP).
Die Stimmenanteile der Parteien anlässlich der Nationalratswahl 2023 betrugen: SVP 39,1 % (+1,5 %), SP 19,2 % (+2,9 %), Mitte 11,1 % (−2,5 %), glp 10,4 % (+0,6 %), GPS 6,7 % (−3,7 %), FDP 6,2 % (±0,0 %), EVP 2,6 % (+0,7 %), EDU 1,5 % (+1,0 %).

## Wirtschaft

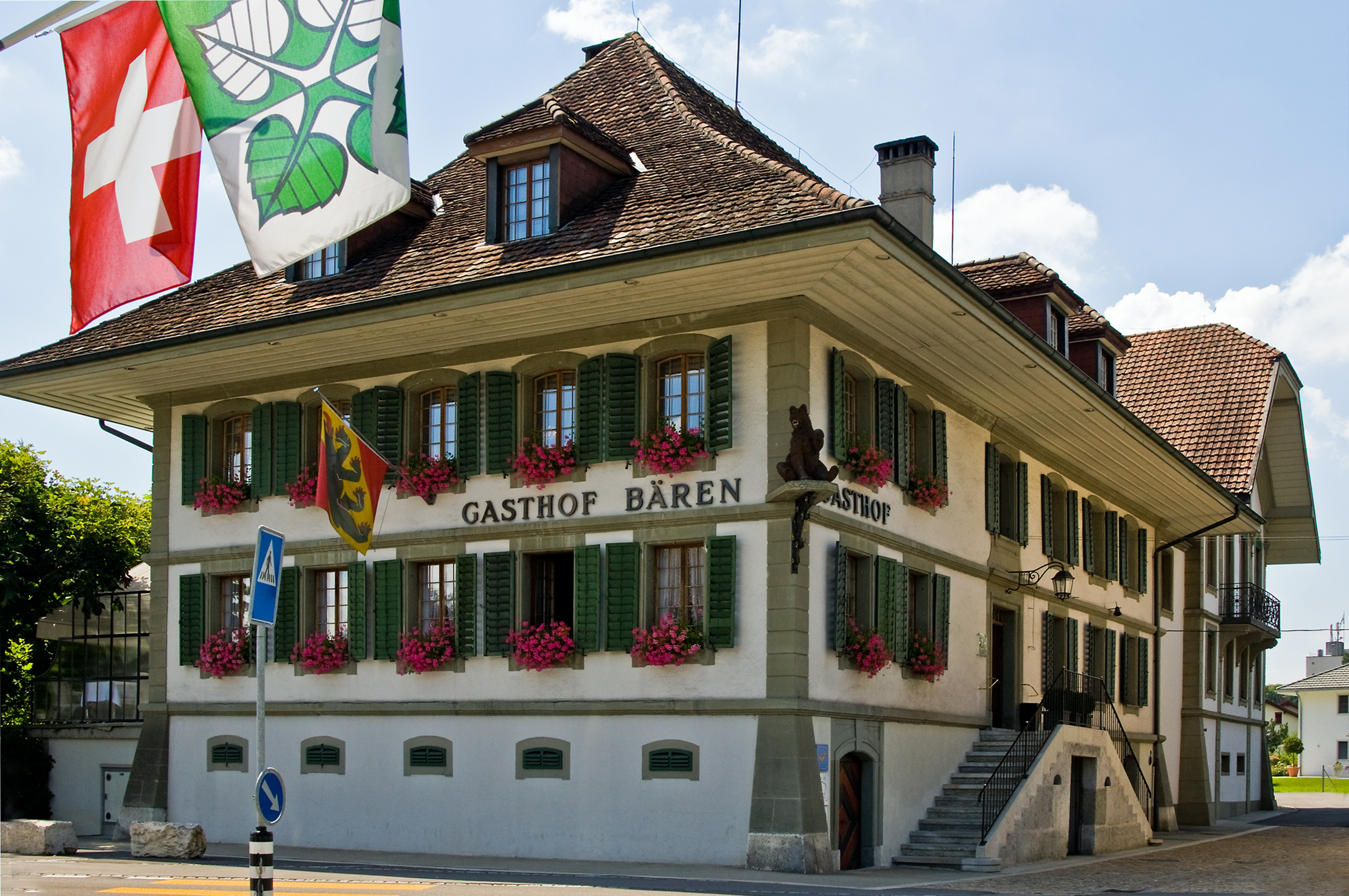
«Gasthof Bären»

Papierfabrik Utzenstorf (1970)

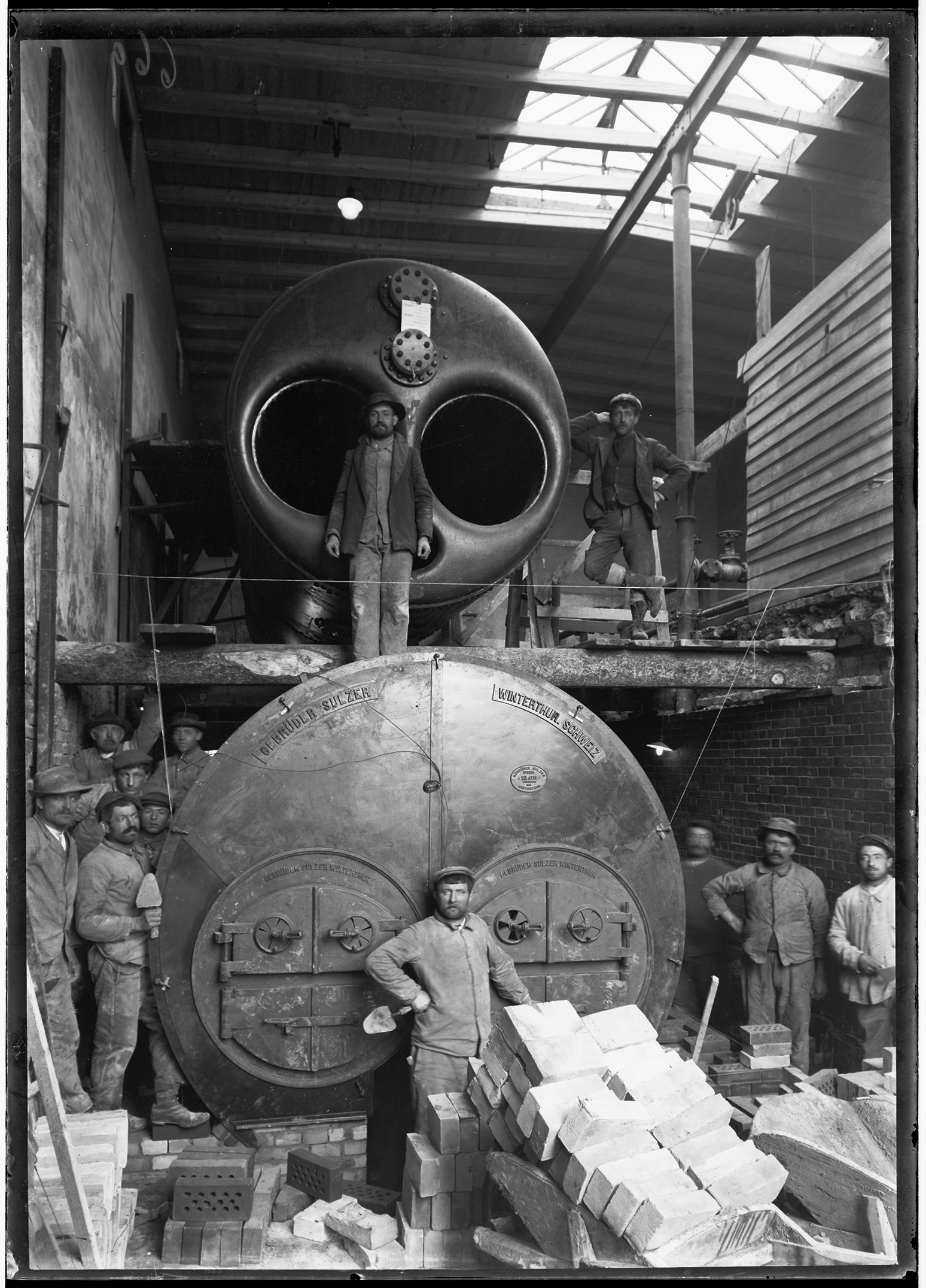
Papierfabrik: Montage Dampfkessel (1911/12)

Utzenstorf war lange Zeit ein vorwiegend durch die Landwirtschaft geprägtes Dorf. Auffallend sind noch heute einige grosse Baumgärten um Häuser im Siedlungsgebiet. Heute bietet die Gemeinde rund 1900 Arbeitsplätze an. Mit 6 % der Erwerbstätigen, die noch im primären Sektor beschäftigt sind, hat die Landwirtschaft noch einen kleinen Stellenwert in der Erwerbsstruktur der Bevölkerung. Auf den fruchtbaren Böden wird überwiegend Ackerbau, Gemüseanbau und Obstbau betrieben. Auch die Forstwirtschaft trägt zu den Einkünften der Gemeinde bei. Im Jahr 2014 arbeiteten 116 Personen im ersten, 809 im zweiten und 971 im dritten Sektor.
Das Unternehmen Mühle Beck & Cie AG gehört der Familie Beck und ist das älteste Unternehmen in Utzenstorf. Die Firma Gautschi AG produziert Saucen. Die Pfiffner AG stellt Rundtaktmaschinen her, und Inoverde der Genossenschaft fenaco ist ein Lebensmittel-Logistikunternehmen. Daneben gibt es über 100 kleinere und mittlere Unternehmen der Branchen Bau- und Transportgewerbe, Nahrungsmittelverarbeitung, Informatik, Elektroindustrie, Holzverarbeitung, Gartenbau und mechanische Werkstätten.
 Bis 2017 war die Papierfabrik Utzenstorf AG mit zuletzt 200 Arbeitsplätzen der grösste Arbeitgeber. Sie verfügte über ein Areal von 230'000 Quadratmetern. Die 1892 gegründete Firma wurde nach Übernahme durch die Perlen Papier AG geschlossen und die Grundstücke per 1. Februar 2018 an die Genossenschaft Migros Aare verkauft. Bis 2022 wurde das Gelände von den Altlasten befreit.  Vorläufig 2023 will Digitec Galaxus (Migros) und die Schweizerische Post den Betrieb auf dem Areal aufnehmen. Gegen das Bauprojekt der Migros wurden 60 Einsprachen von Gemeinden, Privaten und Verbänden eingereicht. Die Gemeinden Wiler bei Utzenstorf und Gerlafingen wollen den Rechtsweg beschreiten, falls die Einsprachen abgewiesen würden, da sie den Verkehr des Versandzentrums zur Autobahn A1 nicht hinnehmen wollen. Das Baugesuch der Migros war mit Stand März 2021 nach wie vor hängig, jenes der Post wurde im August 2021 eingereicht. Im Februar 2023 hat die zuständige Regierungsstatthalterin dem Projekt als erste Instanz die Baubewilligung erteilt, die Einsprachen wurden als öffentlich-rechtlich unbegründet abgewiesen. Im August 2023 wurde das Baubewilligungsverfahren von der Bau- und Verkehrsdirektion des Kantons Bern sistiert, solange bis der Bundesrat die Richtplananpassung 2022 allenfalls genehmigt. Durch die angestrebte Anpassung im kantonalen Richtplan erhalten die Nachbarkantone ein Mitspracherecht.
Neue Wohnsiedlungen entwickelten sich seit den 1960er Jahren vor allem am östlichen und südlichen Rand von Utzenstorf.

## Verkehr
Die Gemeinde ist verkehrsmässig recht gut erschlossen. Sie liegt an einer Verbindungsstrasse von Bätterkinden nach Burgdorf respektive nach Koppigen. Der nächste Anschluss an die Autobahn A1 (Bern–Zürich) befindet sich rund 7 km vom Ortskern entfernt. Am 26. Mai 1875 wurde die Eisenbahnlinie von Burgdorf nach Solothurn mit einem Bahnhof in Utzenstorf in Betrieb genommen. Für die Feinverteilung im öffentlichen Verkehr sorgt eine Buslinie, welche die Strecke von Koppigen via Utzenstorf und Bätterkinden nach Messen bedient.

## Geschichte

Pfarrhaus und Kirche (1824)

Das Gemeindegebiet von Utzenstorf kann auf eine lange Siedlungstradition zurückblicken. Auf den leichten Erhebungen von Bürglenhubel, Lindenrain und Bachtelenbrünnen wurden Speerspitzen und weitere Überreste aus der Jungsteinzeit gefunden. Aus der Bronzezeit stammt ein Hügelgrab mit reichen Grabbeigaben (darunter eine Gürtelkette). Nur wenige Einzelfunde lassen darauf schliessen, dass das Gebiet während der Römerzeit kaum besiedelt war.
Die erste urkundliche Erwähnung des Ortes erfolgte bereits im Jahr 949 und 1009 unter dem Namen Uranestorfus. Später erschienen die Bezeichnungen Uzonsdorf (1182), Hucenstorff (1282), Uzzestorf (1314), Utzansdorf (1329), Utzenstorf (1345) und Utzistorf (1362). Der Ortsname geht auf den althochdeutschen Personennamen Uzzo oder Uzzi zurück und bedeutet somit Dorf des Uzzo/Uzzi.
Seit seiner ersten Nennung war Utzenstorf der Mittelpunkt der gleichnamigen Grafschaft (comitatus Uranestorfus), die zum Königreich Hochburgund gehörte. Die Zähringer erbauten im 12. Jahrhundert wahrscheinlich an der Stelle eines burgundischen Vorgängerbaus eine neue Burg, die Burg Landshut. Diese ging später an ein kyburgisches Ministerialengeschlecht, das sich von Uzansdorf nannte. Gegen Ende des 14. Jahrhunderts wurde die Herrschaft Landshut mit Utzenstorf an verschiedene Gläubiger der Kyburger verpfändet.

Flugaufnahme von Walter Mittelholzer (1920)

1413 erwarb der Berner Rudolf von Ringoltingen diese Herrschaft, doch lag die Hohe Gerichtsbarkeit fortan bei der bernischen Landvogtei Wangen. Mit dem Verkauf der Herrschaft Landshut im Jahr 1514 gelangte das Dorf unter direkte bernische Herrschaft. Das alte Herrschaftsgebiet wurde zur Landvogtei Landshut umgewandelt, welche neben Utzenstorf auch Bätterkinden, Wiler bei Utzenstorf und Zielebach umfasste. Als Sitz des Landvogtes diente das Schloss Landshut.
Nach dem Zusammenbruch des Ancien Régime (1798) gehörte Utzenstorf während der Helvetik zum Distrikt Burgdorf und ab 1803 zum Oberamt Fraubrunnen, das mit der neuen Kantonsverfassung von 1831 den Status eines Amtsbezirks erhielt.
Während des Zweiten Weltkrieges plante die Kantonsregierung den Bau des Schweizerischen Zentralflughafens Utzenstorf in der weiten Ebene südlich des Dorfes. Das Projekt scheiterte jedoch am Widerstand der Bevölkerung und wurde 1945 zugunsten des Flughafens Zürich aufgegeben.
Burgerliche Familien von Utzenstorf sind u. a. die von Arx, Begert, Fischer, Gygli, Kehrli, Kummer, Kummli und Steiner.

## Sehenswürdigkeiten

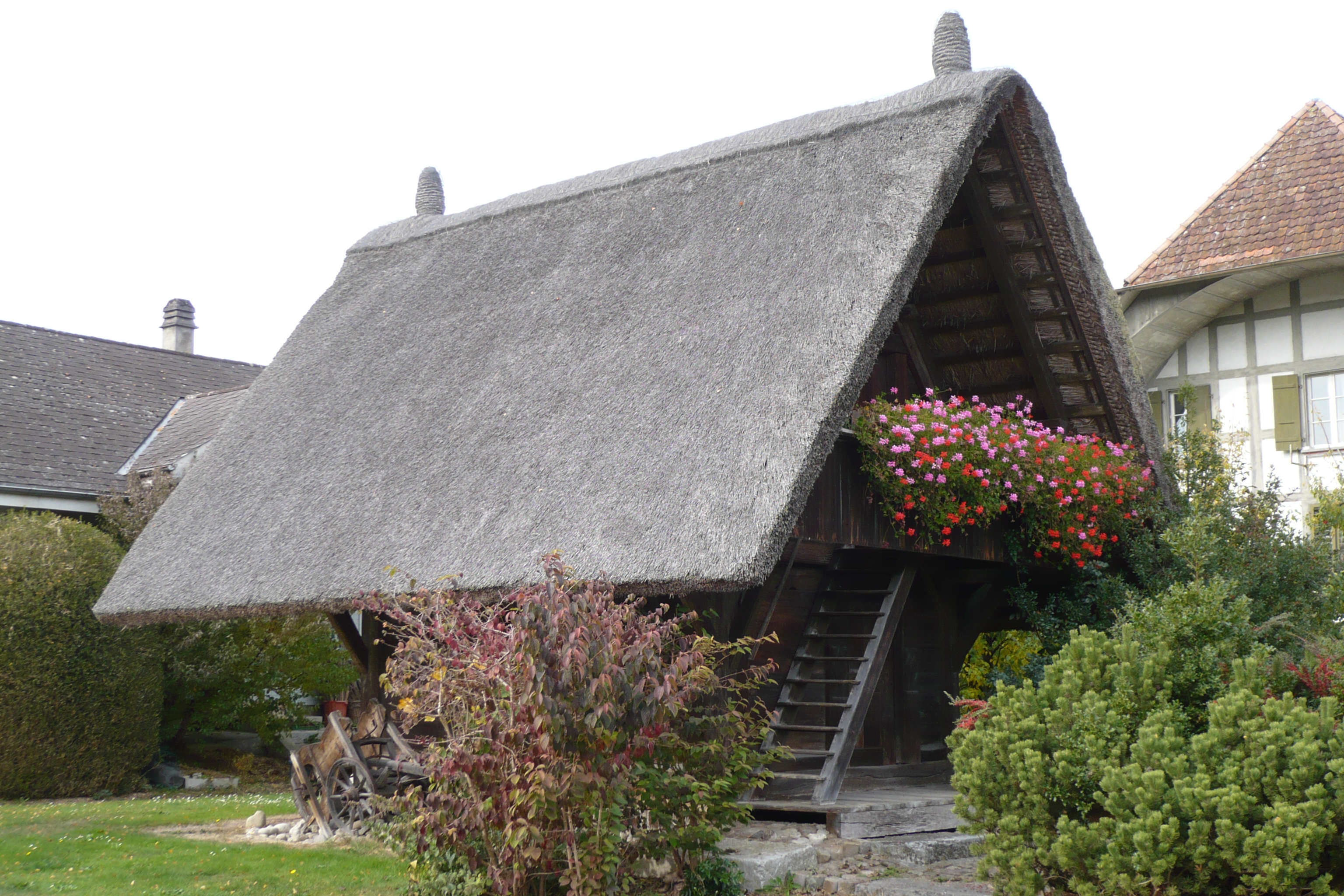
Strohgedeckter Speicher an der Unterdorfstrasse

- Am nördlichen Ortsrand steht das Schloss Landshut, das einzige Wasserschloss des Kantons Bern, in einem grossen Landschaftspark.
- Die reformierte Kirche St. Martin im Stil der Spätgotik stammt von 1522. An der Stelle mehrerer Vorgängerbauten wurde diese Kirche unter Einbezug einiger älterer Teile, darunter des Frontturms von 1457, neu erbaut. Sie birgt wertvolle Wappenscheiben aus der Zeit der Frührenaissance.[24]
- Das Pfarrhaus, in dem Jeremias Gotthelf seine Jugendzeit verbracht hatte, wurde 1727 errichtet.
- Im Ortskern sind zahlreiche charakteristische Bauernhäuser mit Walmdächern und Speicherbauten (ein Speicher noch strohgedeckt) aus dem 17. bis 19. Jahrhundert erhalten.

## Sonstiges
1928 fiel bei Utzenstorf ein 3,42 Kilogramm schwerer Steinmeteorit und wurde als H5-Chondrit klassifiziert. Der Stein ging laut Augenzeugenbericht unter Knallgeräuschen und Lichterscheinungen in der Nähe einer Gerberei zu Boden.
Am 17. August 1943 musste der B-17-Bomber Battle Queen der US-Luftwaffe auf einem Acker bei Utzenstorf notlanden.

## Persönlichkeiten
- Jakob Steiner (1796–1863), Mathematiker
- Jeremias Gotthelf (1797–1854), Schriftsteller. Er verbrachte einen grossen Teil seiner Jugend- und Vikarzeit in Utzenstorf.
- Emma Hodler (1840–1913), Lehrerin, Schriftstellerin und Bühnenautorin in Bern
- Martin Thommen (* 1980), Koch und Präsident der Sektion Schweiz der Jeunes Restaurateurs d’Europe